# روبرت كورنويل
روبرت كورنويل (بالإنجليزية: Rupert Cornwell)‏ هو صحفي بريطاني، ولد في 22 فبراير 1946، وتوفي في 31 مارس 2017 في Sibley Memorial Hospital ‏ في الولايات المتحدة.